# 女犯破戒
『女犯破戒』（にょはんはかい）は、1966年3月13日に東映が配給した、工藤栄一監督主演・田村高廣による、エロス時代劇映画。成人映画指定を受けた作品。

## あらすじ
江戸時代中期、人気役者である丑之助は、武の娘・お梅と駈け落ちを試みるも、追っ手に追われ、無理心中すべく入水するが、丑之助一人が生き残った。無理心中の罪から逃れるため、丑之助は仏門へと入り、道暁と名を改める。仏の道へと入ったものの、元来色事を好み、色男として名高かったことから、寺には沢山の女信者たちが訪ねてくる。柳全という祈祷師の男は、この人気を利用すべく、自らも寺へと転がり込み仏門へ入る。寺の住職が病に伏せたのをいいことに柳全は、住職を亡き者とする。道暁が寺の新しい住職を勤める運びとなり、道暁から日当へと改名。それでも彼は、色事をやめることは無く、彼の妙義の噂は大奥にまで聞こえ、大奥からも道暁の妙義を求め、女たちが訪れる。日当は、大奥の女を利用し、その力で、大僧正の位を手にできないかと画策するようになる。

## 出演者
- 田村高廣 : 丑之助 (後に法名の・道暁、日当へと改名)
- 岩田直二 : 日暁
- 小川真由美 : お梅 / お槙
- 大原麗子 : おこう
- 三島ゆり子 : おきん
- 三原葉子 : 粂村
- 内田朝雄[4]：笹川幸十郎
- 楠侑子 : 初瀬
- 内田高子 : 竹川
- 土橋勇 : 西念
- 菅原壮男 : 知念
- 西田良 : 雲念
- 堀広太郎 : 笹川幸十郎
- 田畑孝 : 久保寺左近
- 菅貫太郎 : 家斉
- 那須伸太朗 : 菊五郎
- 唐沢民賢 : 酒井兵庫
- 浪花五郎 : 文七
- 野村鬼笑 : 伝右衛門
- 宮園純子 : 御台所
- 森三千代 : 中臈
- 岡田千代 : 中臈
- 小島恵子 : おたま
- 香月淳二 : 甚助
- 入江幸江[4]
- 塩之崎貞子[4]
- 白川浩三郎[4]
- 前川良三[4]
- 春日弘[4]
- 西崎さかえ : 掛茶屋の女
- 山乃美七子 : 掛茶屋の女
- 弥永和子 : 掛茶屋の女
- 遠藤辰雄 : 東蔵
- 金子信雄 : 柳全
- 大友柳太朗 : 脇坂淡路守

## スタッフ
- 監督：工藤栄一
- 企画 : 坂巻辰男
- 脚本 :下飯坂菊馬
- 撮影：国定玖仁男
- 音楽： 山内正
- 美術：水谷浩
- 助監督 : 本田達男[4]
- 擬斗 : 上野隆三[4]